# Volksverein Mönchengladbach

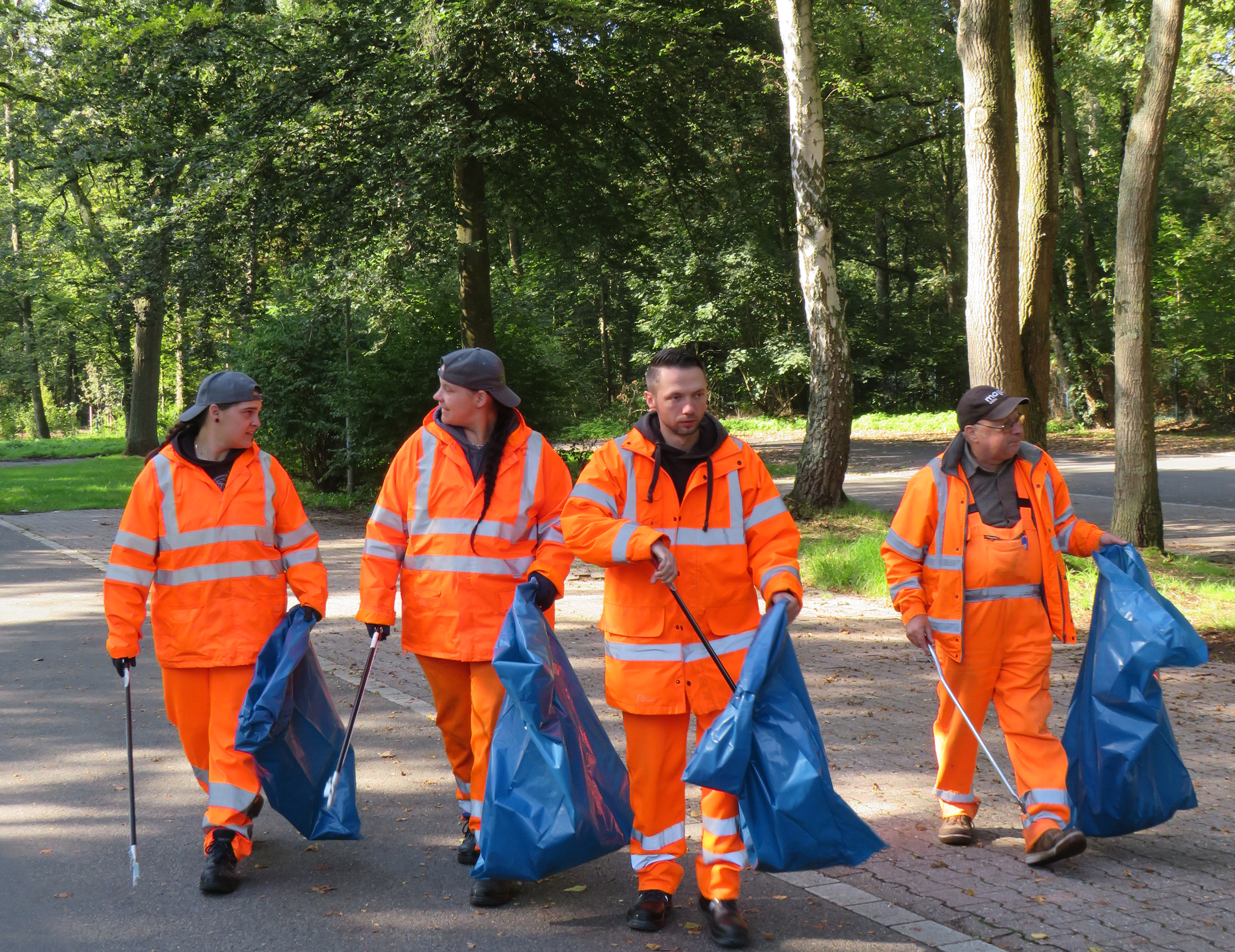
Manuelle Reinigung von Straßenrändern, Wegen und Plätzen durch das Projekt „Clean Up“.

Der Volksverein Mönchengladbach wurde 1983 in der Rechtsform der gGmbH gegründet und streitet für die Rechte arbeitsloser Menschen und deren Teilhabe am Leben in der Gesellschaft. Er erinnert mit seinem Namen an den Volksverein für das katholische Deutschland (1890–1933), in dem Christen für soziale Reform stritten.
Gründungsgesellschafter waren der bekannte Mönchengladbacher Priester Edmund Erlemann, der Verein Wohlfahrt und Anka Franken. Erlemann und Franken übertrugen ihre Anteile 2012 an den Förderverein Stiftung Volksverein Mönchengladbach.
Der Volksverein hilft arbeitslosen Menschen wieder Mut zu schöpfen. Er begleitet, berät und fördert Frauen und Männer, damit sie wieder ihren Platz im Arbeitsleben finden. Unabhängig davon, ob sie eine Beschäftigung in einer Maßnahmen suchen, die Begegnung mit anderen arbeitslosen Menschen wünschen, an Bildungsangeboten teilnehmen möchten oder Beratung in ihren persönlichen Angelegenheiten benötigen.
Im Volksverein werden verschiedene Beschäftigungsmaßnahmen angeboten, die sich in Umfang, Anforderungen und Zugangsvoraussetzungen unterscheiden. Durch die gemeinsame Arbeit im Volksverein werden neue Kontakte und eine Tagesstruktur aufgebaut und somit der Einsamkeit entgegengewirkt. Alle Maßnahmen verfügen über einen Sprungbrett-Charakter und verfolgen das Ziel der persönlichen und beruflichen Weiterentwicklung.
Im Mönchengladbacher Stadtbild tritt der Volksverein besonders durch seine 6 Secondhand Shops, die Vermarktung des eigenen Rapsöls, die Fertigung von Holzprodukten für andere gemeinnützige Träger sowie die Projekte im öffentlichen Raum (Straßenrandreinigung und Fahrradwege-Projekt) in Erscheinung.

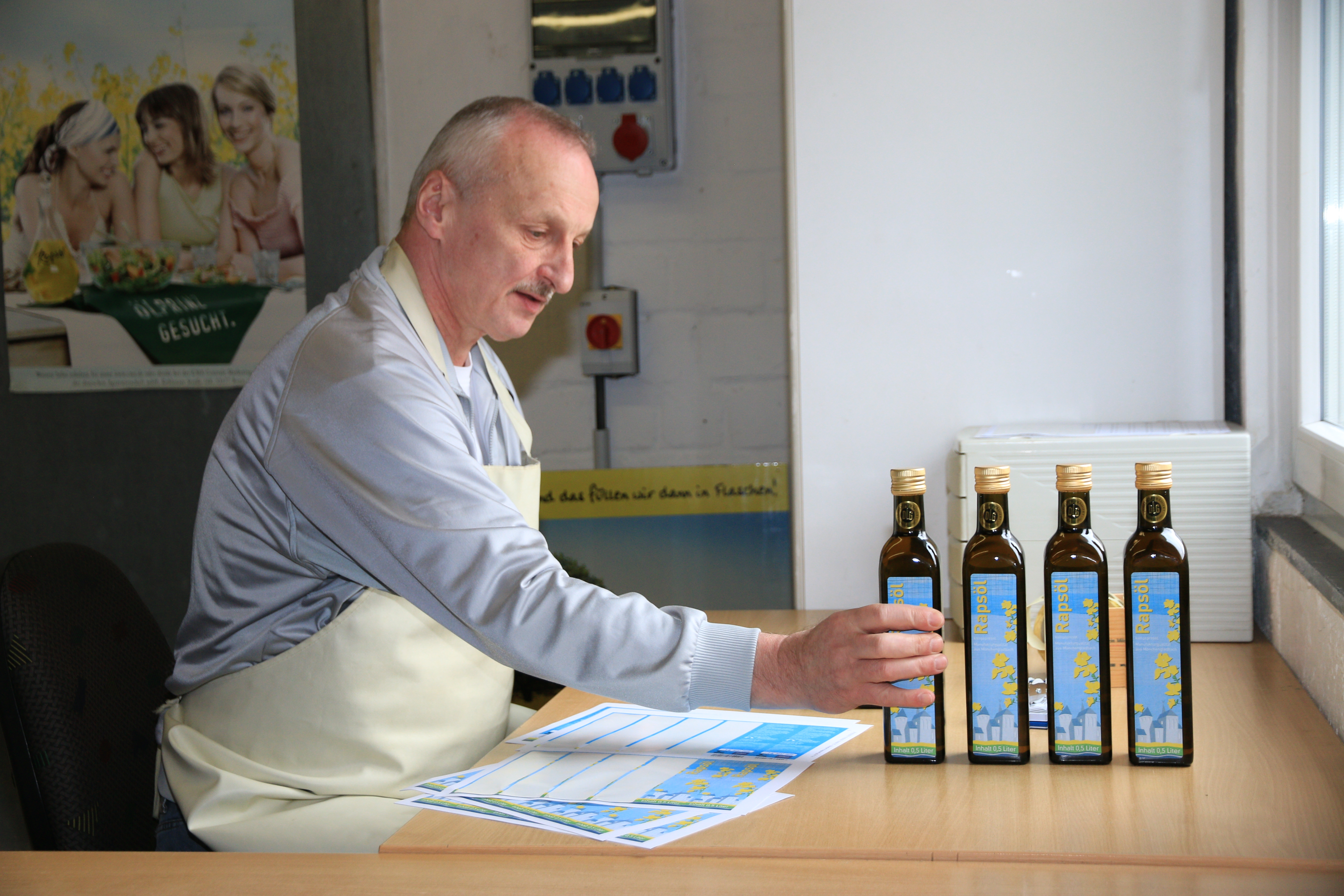
Das DLG prämierte Rapsöl vom Volksverein wird in Handarbeit abgefüllt und etikettiert.